# Anchesenpaäton Tasjerit
Anchesenpaäton Tasjerit ('Anchesenpaäton de Jongere', ter onderscheiding van koningin Anchesenamon, oorspronkelijk ook Anchesenpaäton geheten) was een prinses uit de 18e dynastie van Egypte. Mogelijk was zij de dochter van Achnaton en Anchesenamon, maar er is ook geopperd dat zij de dochter was van Achnaton en zijn twee vrouw, Kiya. Tot slot zou zij nog het kind van farao Smenchkare en Anchesenamon kunnen zijn.
Haar naam is bekend van beschadigde inscripties. Hierdoor is niets met zekerheid bekend over haar moeder of haar leeftijd.